# One Last Wish
One Last Wish – amerykański zespół grający emo.

## Historia
Po rozpadzie Rites of Spring w 1986, trójka spośród czterech jego członków – wokalista/gitarzysta Guy Picciotto, basista Edward Janney oraz perkusista Brendan Canty – utworzyli nowy zespół wraz z gitarzystą Michaelem Hamptonem (wcześniej w The Faith i Embrace). Od sierpnia 1986 muzycy używając nazwy One Last Wish zaczęli grać koncerty, które odbywały się głównie w Waszyngtonie i jego okolicach. Jedyne ich nagrania zostały zrealizowane przy pomocy Dona Zientary w listopadzie 1986 w "Inner Ear Studios" w Arlington. Grupa zakończyła działalność w styczniu 1987 tuż po zakończeniu prac nad nagranym materiałem, który w rezultacie ukazał się trzynaście lat później na albumie 1986. 
Po rozpadzie zespołu Canty i Picciotto dołączyli do Iana MacKaye'a w zespole Fugazi, a także z Miachaelem Fellowsem utworzyli grupę Happy Go Licky.

## Muzycy
- Guy Picciotto – śpiew, gitara
- Michael Hampton – gitara
- Edward Janney – gitara basowa, śpiew
- Brendan Canty – perkusja

## Dyskografia
- 1986 (1999)